# Kalophrynus orangensis
Espèce
Statut de conservation UICN

 DD  : Données insuffisantes
Kalophrynus orangensis est une espèce d'amphibiens de la famille des Microhylidae.

## Répartition
Cette espèce se rencontre au Bangladesh et en Inde dans les États d'Assam et du Bengale-Occidental.

## Description
Les mâles mesurent de 36 à 38 mm et les femelles de 35 à 38 mm

## Étymologie
Son nom d'espèce, composé de orang et du suffixe latin -ensis, « qui vit dans, qui habite », lui a été donné en référence au lieu de sa découverte, le parc national d'Orang.

## Publication originale
- Dutta, Ahmed & Das, 2000 : Kalophrynus (Anura: Microhylidae), a new genus for India, with the description of a new species, Kalophrynus orangensis, from Assam State. Hamadryad, vol. 25, p. 67-74.